# História de São Vicente e Granadinas

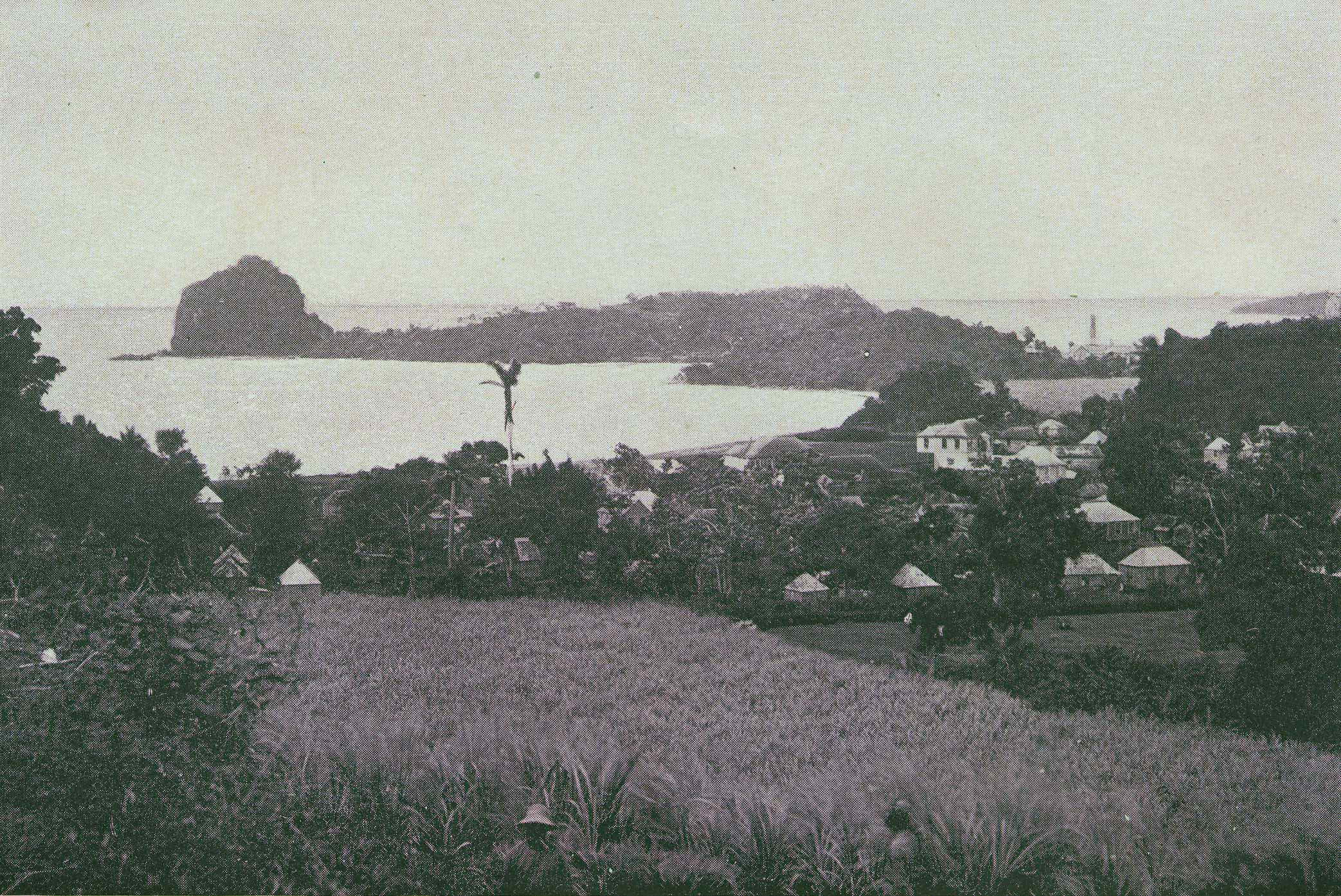
Kingstown, São Vicente, anos 1890

Índios Caribes impediram agressivamente a colonização de São Vicente até ao século XVIII. Africanos escravizados — naufragados ou foragidos de Barbados, Santa Lúcia eGranada, e procurando refúgio em São Vicente, ou Hairouna como era chamada originalmente pelo Caribes — misturaram-se com os Caribes, tornando-se conhecidos como Garifuna. A partir de 1719, colonizadores franceses começaram a cultivar plantações de café, tabaco, índigo, algodão e açúcar, utilizando maioritariamente mão de obra escrava. Em 1763, São Vicente foi cedida à Grã-Bretanha. Restaurado o domínio francês, em 1779, a ilha foi novamente recuperada pelos britânicos sob o Tratado de Paris (1783) no qual a Grã-Bretanha reconhecia oficialmente o fim da Revolução Americana. Tratados paralelos foram também assinados com França e Espanha, ficando conhecidos como os Tratados de Versalhes (1783), parte dos quais punha São Vicente nas mãos dos britânicos. Conflictos entre os britânicos e garifunas continuaria, no entanto, até 1795, quando o General Ralph Abercromby esmaga uma revolta liderada pelo radical francês Victor Hugues. Mais de 5.000 garifunas foram eventualmente deportados para Roatán, uma ilha ao largo das Honduras.
A escravatura é abolida em 1834. Depois de um período de integração (apprenticeship), que acaba prematuramente em 1838, a redução da força de trabalho das plantações estimulou a imigração de trabalhadores contratados.Portugueses oriundos da Ilha da Madeira vieram a partir de 1840 e imigrantes das Índias Orientais chegaram entre 1861 e 1880. As condições eram penosas tanto para os ex-escravos quanto para os imigrantes contratados, pois os baixos preços do açúcar mantiveram a economia estagnada até a virada do século.
De 1763 até a independência, São Vicente mudou diversas vezes seu status de colônia britânica. Uma assembléia de representantes foi instalada em 1776, um governo colonial da coroa foi instalado em 1877, um conselho legislativo foi criado em 1925 e o sufrágio universal adulto foi garantido em 1951. Após um referendo em 1979, São Vicente e Granadinas tornou-se independente no dia 27 de outubro de 1979.As ilhas de São Vicente e Granadinas já são habitadas há mais de 4000 anos.
Em torno de 4.300 anos habitavam esta ilhas os Ciboney. Acredita-se que foram os primeiros moradores das ilhas. 
Posteriormente, apoderaram destas terras os índios Arawak, uma vez expulsos os anteriores. 
Finalmente, chegaram os Caribes e, assentaram-se despedindo os Arawak. 
No ano de 1719 chegaram às ilhas barcos franceses e 
Já neste século, São Vicente e Las Granadinas tornam-se independentes da Grã-Bretanha e elegeram seu primeiro presidente James Mitchell.